# Kléber Fajardo
Kléber Fajardo (* Balzar, Provincia del Guayas, Ecuador, 1 de enero de 1965) es un exfutbolista (campestre) y entrenador ecuatoriano que jugaba de volante central.

## Trayectoria
Kléber Fajardo es considerado como uno de los mejores volantes de marca que haya tenido el Ecuador. Se formó en las divisiones menores de Emelec. Su debut se produjo en 1984 en un partido contra el Deportivo Quito. Fue 3 veces campeón (1988, 1993 y 1994).
En 1990, cuando atravesaba el mejor momento de su carrera, siendo titular fijo en la Selección ecuatoriana, se lesionó gravemente en un partido de Copa Libertadores contra Oriente Petrolero. Aquella lesión lo alejó de las canchas año y medio.
Fue seleccionado Sub-19 en el Sudamericano de Paraguay, también seleccionado Sub-23 en el Preolímpico en Bolivia. Su debut con la selección mayor fue en la Copa América de 1987.
Luego de un paso por el Olmedo de Riobamba, se retiró en el Audaz Octubrino de Machala.
Después de su retiro se mudó a los Estados Unidos y fue contratado por Cosmos Fútbol Club de North Plainfield New Jersey
para jugar un campeonato de fútbol, fue capitán del equipo en ese año y salió campeón después de vencer en el clásico a Eugenio Espejo, junto a ex estrellas del fútbol ecuatoriano que militaron en Cosmos como Máximo Tenorio, Luis Capurro, y Ermen Benítez.

## Selección nacional
Ha sido internacional con la Selección de fútbol de Ecuador en 36 ocasiones. Su debut fue ante la Selección de Cuba en un partido amistoso el 5 de marzo de 1987. 

### Participaciones internacionales
- Eliminatorias al Mundial Italia 1990 y USA 1994.
- Copa América 1987 Y 1989.

## Clubes
| Club            | País    | Año       |
| --------------- | ------- | --------- |
| Emelec          | Ecuador | 1983-1996 |
| Olmedo          | Ecuador | 1997      |
| Audaz Octubrino | Ecuador | 1998      |

## Clubes como entrenador
| Club                                | País    | Año  |
| ----------------------------------- | ------- | ---- |
| River Ecuador                       | Ecuador | 2007 |
| Deportivo Quevedo Asistente Técnico | Ecuador | 2013 |
| Venecia                             | Ecuador | 2014 |
| Galácticos                          | Ecuador | 2015 |
| Liga de Portoviejo                  | Ecuador | 2016 |

## Palmarés
| Título                 | Club   | País    | Año  |
| ---------------------- | ------ | ------- | ---- |
| Campeonato Ecuatoriano | Emelec | Ecuador | 1988 |
| Campeonato Ecuatoriano | Emelec | Ecuador | 1993 |
| Campeonato Ecuatoriano | Emelec | Ecuador | 1994 |

- Datos: Q5960196